# Wereldkampioenschap voetbal 1982 (Groep 1) België - Polen
Het duel tussen België en Polen was voor beide landen de eerste wedstrijd uit de tweede ronde bij het WK voetbal 1982 in Spanje. De wedstrijd werd gespeeld op maandag 28 juni 1982 (aanvangstijdstip 21:00 uur lokale tijd) in het Camp Nou in Barcelona.
Het was de elfde ontmoeting ooit tussen beide landen, die elkaar ruim twee jaar eerder, op 2 april 1980, voor het laatst hadden getroffen tijdens een vriendschappelijke wedstrijd in Brussel. België won dat treffen met 2-1 door doelpunten van Ludo Coeck en Erwin Vandenbergh. Grzegorz Lato nam de enige Poolse treffer voor zijn rekening.
Het WK-duel in Barcelona, bijgewoond door 65.000 toeschouwers, stond onder leiding van scheidsrechter Luis Siles uit Costa Rica, die werd geassisteerd door lijnrechters Enrique Labó (Peru) en Gastón Castro (Chili). Polen zette een goede stap op weg naar de halve finales door met 3-0 te winnen. Alle goals kwamen op naam van aanvaller Zbigniew Boniek.

## Wedstrijdgegevens
| België | 0 – 3        | Polen |
| | goals        | 4' Zbigniew Boniek 26' Zbigniew Boniek 53' Zbigniew Boniek |
| Guy Thys | bondscoach   | Antoni Piechniczek |
| Theo Custers Michel Renquin Luc Millecamps Walter Meeuws Gerard Plessers 88' Wilfried Van Moer 46' Ludo Coeck Frank Vercauteren Jan Ceulemans Erwin Vandenbergh Alex Czerniatynski | opstellingen | Józef Młynarczyk Marek Dziuba Stefan Majewski Władysław Żmuda Paweł Janas Waldemar Matysik 82' Janusz Kupcewicz Andrzej Buncol Grzegorz Lato Włodzimierz Smolarek Zbigniew Boniek |
| François van der Elst 46' Marc Baecke 88' | wissels      | 82' Włodzimierz Ciołek |
| | gele kaarten | 48' Włodzimierz Smolarek |
| | rode kaarten | |

## Overzicht van wedstrijden
| Eerste ronde | | |
| Groep A | Groep B | Groep C |
| Italië – Polen Kameroen – Peru Italië – Peru Kameroen – Polen Polen – Peru Italië – Kameroen                                                       | West-Duitsland – Algerije Chili – Oostenrijk West-Duitsland – Chili Oostenrijk – Algerije Algerije – Chili West-Duitsland – Oostenrijk    | Argentinië – België Hongarije – El Salvador Argentinië – Hongarije België – El Salvador België – Hongarije Argentinië – El Salvador                |
| Groep D | Groep E | Groep F |
| Engeland – Frankrijk Tsjecho-Slowakije – Koeweit Engeland – Tsjecho-Slowakije Frankrijk – Koeweit Frankrijk – Tsjecho-Slowakije Engeland – Koeweit | Spanje – Honduras Joegoslavië – Noord-Ierland Spanje – Joegoslavië Honduras – Noord-Ierland Honduras – Joegoslavië Spanje – Noord-Ierland | Brazilië – Sovjet-Unie Schotland – Nieuw-Zeeland Brazilië – Schotland Sovjet-Unie – Nieuw-Zeeland Sovjet-Unie – Schotland Brazilië – Nieuw-Zeeland |

| Tweede ronde                                            |                                                                     |                                                             |                                                                             |
| Groep 1                                                 | Groep 2                                                             | Groep 3                                                     | Groep 4                                                                     |
| België – Polen België – Sovjet-Unie Polen – Sovjet-Unie | Engeland – West-Duitsland West-Duitsland – Spanje Engeland – Spanje | Italië – Argentinië Brazilië – Argentinië Italië – Brazilië | Frankrijk – Oostenrijk Oostenrijk – Noord-Ierland Noord-Ierland – Frankrijk |
| Halve finales                                           |                                                                     |                                                             |                                                                             |
| Polen – Italië                                          | Polen – Italië                                                      | West-Duitsland – Frankrijk                                  | West-Duitsland – Frankrijk                                                  |
| Troostfinale                                            |                                                                     |                                                             |                                                                             |
| Frankrijk – Polen                                       |                                                                     |                                                             |                                                                             |
| Finale                                                  |                                                                     |                                                             |                                                                             |
| Italië – West-Duitsland                                 |                                                                     |                                                             |                                                                             |